# Nectario de Constantinopla
Nectario de Constantinopla (Tarso, c. 320 - Constantinopla, 27 de septiembre de 397) fue patriarca de Constantinopla en el período 381-397. Sucedió en el patriarcado a Gregorio Nacianceno y, a su muerte, fue nombrado Juan Crisóstomo. Es considerado santo por las iglesias católica y ortodoxa, cuya festividad cae el 11 de octubre.

## Biografía
Originario de Tarso, en la Cilicia turca, era de una familia senatorial y fue pretor de Constantinopla durante el Primer Concilio de Constantinopla (381). Cuando Gregorio de Nazianzo renunció, Nectario estaba preparado para realizar un viaje a Tarso. Antes de partir, como era costumbre, fue a visitar a Diodoro de Tarso para saber si quería enviar alguna carta. Diodoro, que lo vio como el candidato adecuado para asumir el puesto de arzobispo de Constantinopla, convenció a Melecio, obispo de Antioquía, para añadir el nombre de Nectario a la lista de candidatos presentados por el consejo al emperador. En efecto, el emperador (Teodosio I) decidió dar posesión del arzobispado a Nectario, hasta el punto que hubo de bautizarlo a la carrera. A continuación, el concilio aprobó el tercer canon, que establecía para Constantinopla una clasificación inmediatamente inferior a Roma. El resultado de la elección del arzobispo de Constantinopla no agradó a todos, especialmente a los obispos occidentales, que clamaron por un sínodo común entre occidente y oriente que, según el emperador Teodosio, sería realizado en Constantinopla. El sínodo se llevó a cabo en el verano de 382, básicamente con los mismos obispos que participaron en el concilio anterior. Pero, al llegar, recibieron una carta del sínodo de Milán, que los invitaba a ir a Roma para un nuevo concilio. Su postura fue contraria a asistir; sin embargo, enviaron a tres de sus miembros - Siríaco, Eusebio y Prisciano- con cartas sinodiales para el papa Dámaso I, el arzobispo Ambrosio y otros obispos reunidos en el concilio de Roma.
El sínodo romano aludido era el quinto celebrado bajo la égida de Dámaso I. Ningún relato formal ha llegado hasta nosotros del mismo y ni de cómo sus miembros trataron la cuestión de Nectario. Sin embargo, llegó hasta nosotros la información de que Teodosio envió comisarios a Roma a fin de auxiliar en este sínodo, como nos cuentan las cartas del papa Bonifacio I. En especial, la 15.ª carta (enviada a los obispos de Ilirio) indica que la Iglesia romana había concordado en reconocer tanto la elección de Nectario como de Flaviano. En la 63.ª carta del arzobispo Ambrosio hay una alusión a la elección de Nectario como un acercamiento de él mismo hacia Oriente. Seis epístolas de Nectario sobrevivieron en los archivos de su predecesor, Gregorio Nacianceno. En la primera, él expresa sus calurosos votos para el episcopado. La última es de gran importancia, llamándolo a no ser tan liberal en su tolerancia a los apolinarianos.
En 383, fue realizado un tercer sínodo en Constantinopla. Este sínodo consistía en la discusión acerca de las doctrinas arrianas y pneumatoquianas que estaban esparciéndose por la ciudad y por el imperio con la intención de promover una reconciliación de todas las partes. Antes del sínodo, Teodosio había enviado al arzobispo una carta en la cual decía que todos las cuestiones deberían ser discutidas. Antes del sínodo, Nectario consultó con un novacianista, Agelio, que concordada con él sobre cuestiones doctrinarias. Un discípulo de Agelio, Sisinio, filósofo y teólogo, consideró adecuado cuestionar los líderes doctrinarios si ellos aceptaban la autoridad de la fe del Estado o preferían ser anatemizados. Se originó una gran disputa y, como respuesta, Teodosio pidió que fuera elaborada una confesión por escrito de casa doctrina: Nectario y Agelio hicieron votos por la ortodoxia; Demófilo, por el arrianismo; Eleusio y Cizico, por el pneumatomaquismo y Eunonio, por el anomoeanismo. El emperador se ausentó del concilio para reflexionar ante las confesiones. Teodosio, decidido a rechazar todas las vertientes doctrinarias con la salvedad de la ortodoxa y del novacianismo, pues estas representaban la división de la Santísima Trinidad, afirmó que aquellos que realizaran servicios sagrados, publicaran doctrinas u ordenaran más padres tendrían puniciones públicas severas.
En 385, la esposa del emperador Elia Flacila (o Plácila) y su hija, Pulqueria, fallecieron. Nectario pidió a Gregorio de Nisa que presidiera los sermones fúnebres de ambas. 
En 388, Nectario estuvo envuelto en una persecución contra los arrianos, que acabó con la destrucción del hogar de los mismos. En 394 un nuevo concilio se celebró en Constantinopla. Tenía cerca de 37 participantes, entre los que figuraban Teófilo de Alejandría y Flaviano I de Antioquía, y tenía como objetivo decidir sobre el caso de Begadio de Bosra, que había sido ilegalmente depuesto y sustituido por Agapio. Tal usurpación fue considerada ilegal, pues fue realizada por solo dos obispos y no por un concilio o sínodo.
Al final de su episcopado, Nectario abolió el cargo de presbítero penitenciario, cuya función era recibir las confesiones antes de la comunión. Su ejemplo fue seguido por casi todos los obispos. Esta categoría fue añadida al nivel eclesiástico en la época del cisma novaciano, cuando los obispos rechazaban cualquier comunicación con los que habían sido lapsi durante la persecución de Decio. Gradualmente, había menos lapsi para se reconciliar y sus tareas acabaron relacionándose con la preparación de la comunión. Murió el 27 de agosto de 397. Su hermano pequeño, Arsacio de Tarso, fue también patriarca de la misma sede durante un breve tiempo. 